# Menthe odorante
Pour les articles homonymes, voir Baume sauvage.
Mentha suaveolens
Espèce
Classification phylogénétique
Statut de conservation UICN

 LC  : Préoccupation mineure

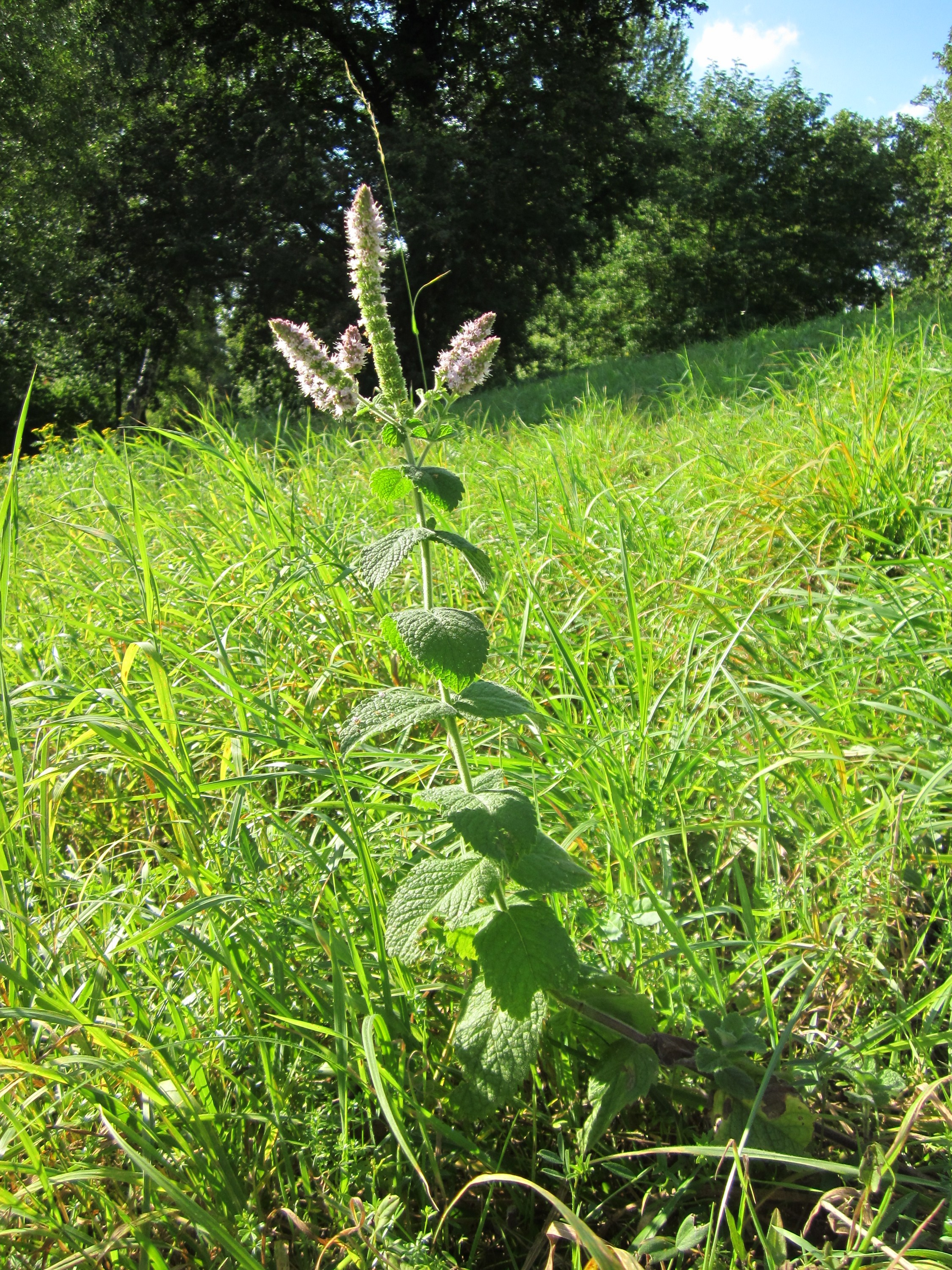
Mentha suaveolens Ehrh.

La menthe odorante  ou menthe à feuilles rondes (Mentha suaveolens) est une espèce de plantes à fleurs de la famille des Lamiacées. C'est une plante herbacée originaire de l'Ancien Monde (Europe, Asie, Afrique du Nord).
Autres appellations : menthe suave, baume sauvage, menthastre, menthe de cheval, menthe simple,, ou menthe pomme (en jardinerie).

## Histoire de la nomenclature
Parmi les diverses menthes qui ont été décrites dans l'Antiquité gréco-romaine, les philologues Andrews et Jacques André identifient dans les multiples phytonymes qui nous ont été transmis, des espèces linnéennes comme Mentha silvestris (Aphrodites stephanos, balsamum, diaulos, menta, minthe orine etc.) ainsi que Mentha aquatica, M. pulegium, M. viridis. Durant l'Antiquité, les plantes étaient en général regroupées suivant des critères qui relevaient plus de leurs usages que leur morphologie.
À l'époque moderne les botanistes pré-linnéens commencèrent à décrire précisément la morphologie végétale et à faire des flores locales. Gaspard Bauhin décrit ainsi une  menthe sauvage ou menthastre, sous le nom de mentha sylvestris, rotundiore folio qui fut reprise par Linné.
En 1753, lorsque Linné décrit le genre Mentha dans Species Plantarum, il reconnaît 10 espèces différentes dont la Mentha spicata var. rotundifolis en référence à l'espèce ci-dessus indiquée de Bauhin, qui deviendra une espèce à part entière, M. rotundifolia, dans l'édition de 1762. Mais depuis, il a été montré que l'holotype de cette espèce est une plante différente de nature hybride. Le nom vulgaire menthe à feuilles rondes a cependant été conservé dans la langue commune. Les botanistes reconnaissent Mentha ×rotundifolia (L.) Huds. comme un hybride de Mentha longifolia (L.) Huds. et de Mentha suaveolens Ehrh.
Le botaniste allemand d'origine suisse  Ehrhart (élève de Linné) donnera la description valide de l'espèce sous le nom de Mentha suaveolens en 1792 (Beiträge zur Naturkunde).
Certains jardiniers continuent à l'appeler « menthe à feuilles rondes » Mentha rotundifolia (à tort pour cette dénomination latine au vu de la nomenclature actuelle).

## Description

### Appareil végétatif

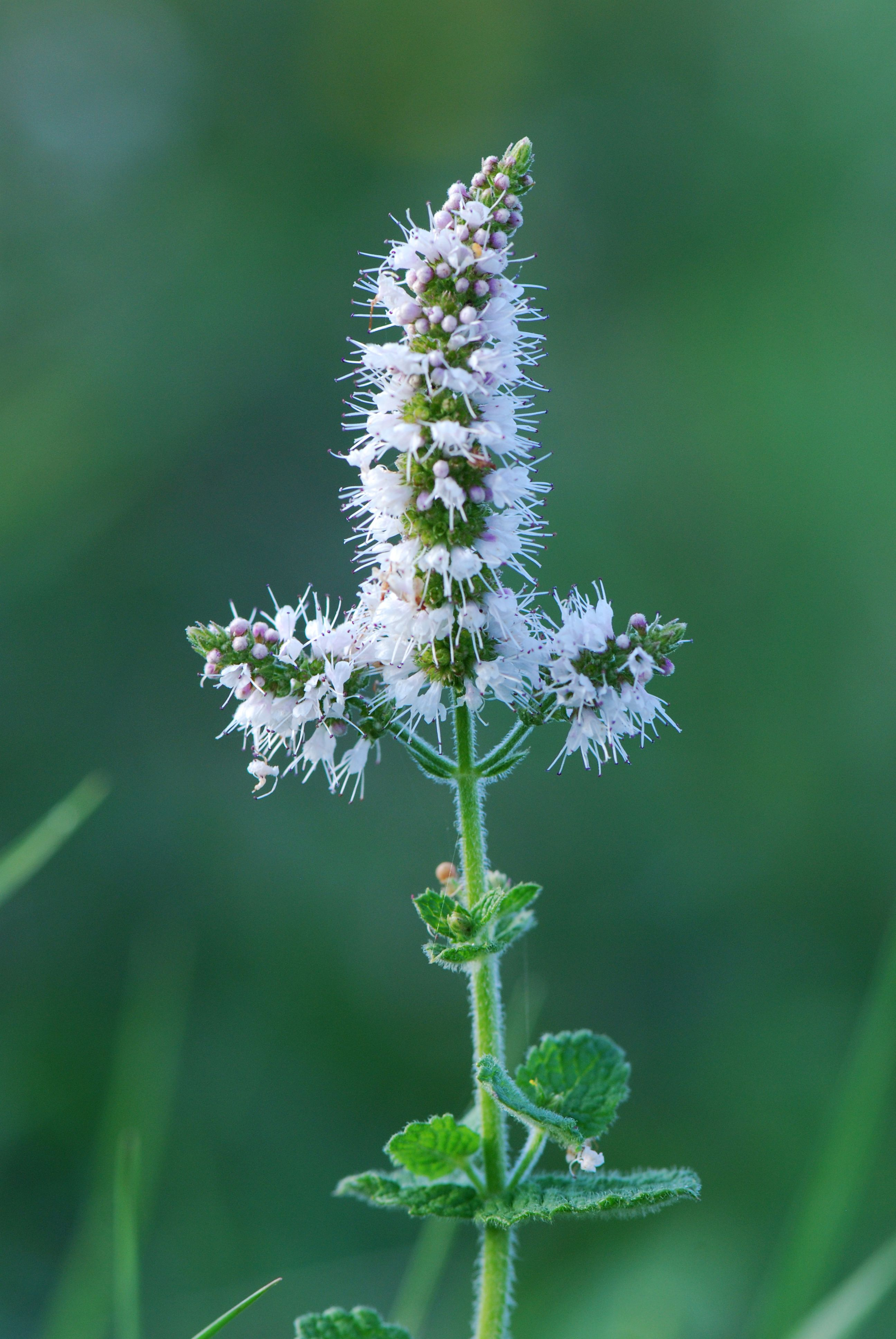
Inflorescence.

La menthe à feuilles rondes est une plante vivace de 10 à 80 cm de hauteur. C'est une hémicryptophyte, stolonifère. Toute la plante dégage une forte odeur de menthe caractéristique. Elle est presque glauque, couverte de poils crépus, mous et ondulés.
La tige est dressée ou ascendante, à section carrée, velue, et ramifiée pyramidalement.
Les feuilles opposées médianes sont sessiles, largement ovales à suborbiculaires. Le limbe est à nervation réticulée (en réseau), fortement saillante sur la face inférieure, donnant un aspect gaufré, bosselé typique, de 25-35 x 50 mm (pour les plus grandes). La base est cordée, l'apex obtus et la marge serretée à crénelée. La face inférieure recouverte de poils mous et ramifiés (dendroïdes) donne un aspect blanchâtre tomenteux.
La sous-espèce insularis, de Corse, a les feuilles médianes brièvement pétiolées à limbe ovale, plus ou moins aigu.

### Appareil reproducteur
Les inflorescences spiciformes sont terminales. Les fleurs blanchâtres à rosées sont densément disposées en épis ou glomérules coniques, de 2 à 5 (-9) cm de long. Le calice (2 mm) vert est campanulé, bordé de 5 dents triangulaires. La corolle (2,5 mm) est blanche, rosée, glabre, à 4 lobes subégaux, le supérieur émarginé. L'androcée oligostémone est composé de quatre étamines fertiles  exsertes, la cinquième n'apparaissant pas La fleur présente une maturité sexuelle décalée, d'abord mâle puis femelle (protandrie). La pollinisation est entomogame. L'ovaire glabre, supère, est formé de 2 loges renfermant chacune 2 ovules.
La floraison se déroule de juillet à septembre. C'est une plante mellifère.
Les fruits sont des akènes en quatre parties lisses à la surface et ovoïdes. La dissémination de ces fruits est épizoochore.

## Distribution, habitat
M. suaveolens est originaire :
- d'Europe du Sud et de l'Ouest : France, Portugal, Espagne, Grèce, Italie, Belgique, Allemagne, Pays-Bas, Suisse, Royaume-Uni
- d'Afrique du Nord : Maroc, Algérie, Tunisie
- d'Asie tempérée : Turquie

Elle s'est naturalisée dans de nombreux pays d'Europe, d'Amérique du Nord et du Sud et en Nouvelle-Zélande.
Elle est cultivée en Chine, Nouvelle-Zélande, Europe et États-Unis.
En France, la menthe à feuilles rondes est assez commune en région méditerranéenne. On la trouve jusqu'à 1 600 m à l'étage mésoméditerranéen.
Habitat : espèce commune des ruisseaux, fossés, bords d'eau, prairies humides, bords de chemins, sentiers ombragés. C'est une espèce héliophile ou de demi-ombre.

## Taxonomie et classification

### Histoire du taxon et de la classification
Cette espèce a été validement décrite par Jakob Friedrich Ehrhart en 1792 dans le volume 7, page 149 de son ouvrage Beiträge zur Naturkunde, und den damit verwandten wissenschaften, besonders der botanik, chemie, haus- und landwirthschaft, arzneigelahrtheit und apothekerkunst.

Voici la description qu'il en donne : 
Mentha ʃuaveolens.
Differentia.
Folia ovalia, ſerrata, ſusbsessilia, villoſa. Flores ſpicati. Calyx apicibus ſphacelatus. Stamina corolla breviora.
Patria.
Europa.
Synonyma.
Menthaſtrum niveum, anglicum. Lob. ic. p. 510 ?
Mentha ſpicata ; folio variegato. Bauh. pin. p. 227.
Menthaſtrum ſpicatum ; folio criſpo, rotundiore, colore partim albo, partim cinereo, vel virente. Bauh. hiſt. v. 3, ſ. 2, p. 219.
Deʃcriptiones Auctorum.
Bauh. hiſt. l. c.
Figuræ.

Bauh. hiſt. l. c.

### Synonymes
La systématique du genre Mentha a produit des milliers de noms en raison de la facilité des hybridations, compliquée par le polymorphisme, la culture, la polyploïdie, et la propagation végétative.
The Plant List accepte 21 noms différents (avec une confiance élevée) :
- Mentha barcinonensis Sennen
- Mentha bauhinii (Ten.) Strail
- Mentha bellojocensis Gillot
- Mentha bofillii Sennen
- Mentha germanica Déségl. & T.Durand
- Mentha insularis Req.

Les botanistes français de la fin du XIXe et jusqu'au milieu du XXe siècle (Coste, Fournier, Guinochet & Vilmorin) l'appelaient Mentha rotundifola (et donnaient comme auteur de ce nom : "L."), ce qui donne désormais l'indication de synonymie Mentha rotundifola sensu auct. gall. non (L.) Huds., afin de bien distinguer le nom employé pour désigner M. suaveolens par les français, du nom donné par William Hudson en 1762 à l'hybride entre Mentha suaveolens et Mentha spicata : Mentha x rotundifolia (L.) Huds.
Quand a Linné, s'il a effectivement utilisé le nom rotundifolia pour une Menthe dans son Species Plantarum de 1753, c'est comme variété de Mentha spicata et donc le nom complet est : Mentha spicata var. rotundifolia L.

### Sous-espèces et variétés
- Mentha suaveolens subsp. insularis (Req.) Greuter
  - il s'agit d'une sous-espèce de Corse, à feuilles médianes brièvement pétiolées et à limbe ovale[10]
- Mentha suaveolens subsp. suaveolens

### Hybrides
Mentha suaveolens peut s'hybrider avec :
- Mentha aquatica, pour donner Mentha x suavis Guss.
- Mentha arvensis, pour donner Mentha x carinthiaca Host
- Mentha longifolia, pour donner Mentha x rotundifolia (L.) Huds. (dont dérive, par allotétraploïdie, Mentha spicata L.[10])
- Mentha spicata, pour donner Mentha x villosa Huds.

## Composition chimique
La feuille de Mentha suaveolens contient des métabolites secondaires comme des flavonoïdes et des terpénoïdes.
L'huile essentielle est extraite des feuilles par distillation à la vapeur d'eau. Sa composition chimique varie fortement avec les conditions climatiques, édaphiques, culturales et l'époque de la récolte. Plusieurs chémotypes ont été trouvés.
On trouve des menthes suaves dont les composants principaux sont l'oxyde de pipéritone et l'oxyde de pipériténone. D'autres spécimens ont de hauts pourcentages d'alcools comme le menthol ou de cétones comme le pulégone, pipéritone et dihydrocarvone.
Trois profils ont été dégagés :
- huile riche en pulégone
- huile riche en oxyde de pipériténone
- huile contenant des quantités semblables d'oxyde de pipériténone et d'oxyde de pipéritone

| Chémotypes d'huile essentielles de M. suaveolens |           |
| Composant dominants                              | Structure |
| Pulégone                                         |           |
| Oxyde de pipériténone                            |           |
| Oxyde de pipéritone                              |           |

L'analyse de l'huile essentielle de feuilles de Mentha suaveolens prélevées dans deux localités du Moyen Atlas au Maroc a donné pour l'une, une domination de l'oxyde de pipériténone (avec un taux de 74,69 %, à Azrou) et pour l'autre une richesse en oxyde de pipériténone (81,67 %) et en pipériténone (10,14 %).
L'étude de la sous-espèce M. suaveolens subsp. timija du Maroc indique une domination de la menthone (39,4 %), de la pulégone (34,3 %) et de l'isomenthone (7,8 %). La variété 'Chocolate' cultivée en Corée est riche en carvone (37,4 %), germacrène D (11,9 %).
| Composition chimique d'huile essentielle de M. suaveolens |                       |          |             |          |             |          |             |              |
|                                                           | Oxyde de pipériténone | Pulégone | γ-muurolène | Limonène | Isomenthone | Menthone | (-)-Carvone | Germacrène D |
| Azrou                                                     | 74,69                 | 2,34     | 5,53        | 1,85     | -           | -        | -           | -            |
| subsp. timija                                             | -                     | 34,3     | -           | -        | 7,8         | 39,4     | -           | -            |
| 'Chocolate'                                               | -                     | -        | -           | 1,9      | -           | -        | 37,4        | 11,9         |

Une étude menée en Égypte sur la composition de l'huile essentielle a montré de substantielles variations au cours des saisons. Le carvone est le composant majoritaire au printemps (31 %) en été (56 %) et à l'automne (35 %) alors que le limonène devient majoritaire (26 %) en hiver, suivi par le carvone (25 %).

## Actions pharmacologiques
- Activité antibactérienne

L'activité antibactérienne de l'huile essentielle riche de menthe suave du Maroc a été évaluée sur 19 souches bactériennes et trois champignons. Les huiles essentielles riches en pulégone inhibent fortement toutes les bactéries et celles riches en oxyde de pipériténone sont moins actives. Le pulégone est le composant aromatique le plus actif mais malheureusement c'est aussi un composant hépatotoxique. Le limonène et le carvone ont une activité antimicrobienne modérée comparée avec celle du pulégone et de l'oxyde de pipériténone.
- Activité antioxydante

L'activité antioxydante des menthes tient à leur contenu en polyphénols. Les mesures se font donc sur les extraits au méthanol. Une étude portant sur 9 espèces de menthe a montré que la capacité in vitro à piéger les radicaux libres du DPPH• (2,2-diphényl 1-picrylhydrazyl) était la plus forte pour Mentha suaveolens (82 %) suivie par M. longifolia (79 %).
- Activité insecticide

L'activité insecticide de la menthe suave a été testée contre le charançon du riz (Sitophilus oryzae). L'huile essentielle de menthe suave est très toxique mais des différences considérables dans la mortalité des insectes à la suite de fumigation à l'huile sont observées en fonction des concentrations et des durées d'exposition. La toxicité par fumigation est liée à l'abondance d'oxyde de pipériténone de la plante.
La menthe suave fait partie des 5 principales plantes utilisées par la mésange bleue pour protéger son nid contre les parasites.

## Utilisations
- Usages médicinaux traditionnels

La menthe à feuilles rondes est utilisée traditionnellement dans le bassin méditerranéen pour ses effets toniques, stomachiques et antispasmodiques. Les herboristes, même s'ils connaissent parfaitement les diverses espèces de menthes, traitent des propriétés de « la Menthe » de manière collective (Lieutaghi, 1966).
- Culture

Une variété horticole est cultivée.
- Culinaire

Les feuilles de menthe suave fraîches sont utilisées comme condiment ou comme décoration. Elles servent à parfumer certains plats méditerranéens, comme le taboulé.